# Конецкий, Виктор Викторович
Ви́ктор Ви́кторович Коне́цкий (до 1957 года — Штейнберг; 6 июня 1929, Ленинград — 30 марта 2002, Санкт-Петербург) — советский и российский писатель, киносценарист.

## Биография
Родился в Ленинграде. Отец — Виктор Андреевич Штейнберг (1892—1952), из еврейской семьи, переехавшей в Петербург из Вильны; в 1902 году был крещён в православие; выпускник юридического факультета Петроградского университета (1913—1919). До революции во время учёбы работал конторщиком в частном банке, в 1916 году служил санитаром в военно-полевом госпитале во время Первой мировой войны. После революции — народный следователь в 14-м отделении на Васильевском острове, старший следователь областной прокуратуры Ленинграда, старший следователь и помощник прокурора Октябрьской железной дороги. В годы Великой Отечественной служил военным прокурором железной дороги в Омске. Зубоврачебный кабинет деда, Менделя Шлиомовича (Шлёмовича, позднее Андрея Семёновича) Штейнберга (1858—1922), располагался на Садовой улице, № 64; бабушка — Зельда Абрамовна (Евгения Николаевна) Штейнберг (1871—1939).
Мать — Любовь Дмитриевна Конецкая (1893—1971, Ленинград), русская, племянница купца 1-й гильдии И. И. Конецкого. В молодости — артистка миманса Мариинского театра оперы и балета, «участница парижских сезонов» труппы Дягилева. Также работала в петроградском банке, где в 1915 году и познакомилась с будущим мужем. Брак был заключён 19 апреля 1917 года. С 1926 года служила делопроизводителем в Управлении по постройке хлебозавода ЛСПО. В 1927 году в семье родился старший сын Олег Штейнберг (с 1956 года Базунов, 1927—1992), тоже ставший писателем. После рождения второго сына родительский брак разладился и через некоторое время они расстались. В послевоенные годы В. А. Штейнберг со своей второй (гражданской) женой Надиной Бернгардовной жили на канале Круштейна в одной коммунальной квартире с бывшей женой Л. Д. Конецкой и двумя сыновьями. Л. Д. Конецкая похоронена на Богословском кладбище рядом с мужем В. А. Штейнбергом.
Детские и юношеские годы писателя были связаны с Адмиралтейским каналом в исторической части Санкт-Петербурга. Здесь он учился в средней школе № 238, увлекался рисованием, мечтал стать художником, надолго сохранив пристрастие к живописи.

Начало Великой Отечественной войны застало его с матерью и братом на Украине. В августе они смогли добраться до Ленинграда, а вскоре вокруг города сомкнулось кольцо окружения и они провели в нём первую зиму Ленинградской блокады. 8 апреля 1942 года Конецкие были эвакуированы по льду Ладожского озера на Большую Землю и далее во Фрунзе, потом переехали к отцу, получившему назначение военным прокурором железной дороги в Омске, где и находились до осени 1944 года. Позже, в 1989 году, он говорил В. Я. Курбатову: 
«…Виктор Петрович [Астафьев] совсем с ума сошёл. Брякнул тут по телевидению, что нечего было защищать Ленинград, эту „груду камней“. Человеческая жизнь ему, видите ли, дороже. Меня бы спросил. Если бы немцы тогда вошли в город, я, пацан двенадцати лет, кусался бы и рвал их зубами. Так и Родину можно отдать — человека пожалеть. Только уж какой это будет человек?»
В августе 1945 году вместе с братом поступил в Ленинградское военно-морское подготовительное училище (с начальником которого был знаком его отец). 30 сентября 1948 года Виктор Штейнберг принял присягу и стал курсантом штурманского факультета Первого высшего Балтийского военно-морского училища, который окончил в 1952 году. Одновременно в 1948 году поступил на русское отделение филологического факультета Ленинградского университета (обучение проходил на экстернате), но после окончания первого курса курсантам военных учебных заведений было запрещено получать параллельно гражданское образование и университет пришлось покинуть. В 1953 году вступил в КПСС. В 1953—1955 годах служил на судах 441-го отдельного дивизиона аварийно-спасательной службы Северного флота. Впоследствии некоторые его наблюдения легли в основу новеллы «Путь к причалу» и одноимённого фильма. В марте 1955 года уволен в запас, а в мае в должности капитана МРС-823 участвовал в перегоне судов по СМП из Петрозаводска до Петропавловска-Камчатского. Это был первый в истории переход каравана малых судов в условиях Арктики.
В этом же 1955 году вступил в Литобъединение при Ленинградском отделении СП СССР. Первый рассказ — «В море» — был опубликован в 1956 году, в альманахе «Молодой Ленинград». В 1957 году был исключён из партии «за тунеядство» и в том же году сменил фамилию Штейнберг на фамилию матери — Конецкий: «Тогда я понял, что надо менять фамилию, она раздражала больше факта тунеядства, ещё было живо дело врачей». В мае 1957 года вышел первый сборник рассказов — «Сквозняк». Сразу после выхода его первой книги встал вопрос о приёме Конецкого в СП СССР; рекомендации ему дали Рахманов, Панова и Михаил Светлов. 
С первых литературных шагов Конецкий питал большой интерес к кино. Два сценария (в соавторстве с Э. Шиком), напечатанные в альманахе «Молодой Ленинград», — «Своими руками» (1957) и «Опора» (1958) — поставлены не были. В творческом соавторстве им были созданы сценарии таких популярных фильмов, как «Полосатый рейс» (1961), «Путь к причалу» (1962), «Тридцать три» (1965).
В конце 1963 года из-за пристрастия к алкоголю попал в пятое наркологическое отделение Бехтеревской больницы. В мае 1964 года получил должность четвёртого помощника капитана и, совмещая работу в морском флоте и литературную деятельность, прошёл путь до капитана дальнего плавания.
Работал на:
- научно-исследовательском судне «Нерей» (1965—1966)
- теплоходе «Вацлав Воровский» (1966[18]  —1967)
- теплоходе «Челюскинец» (1968)
- теплоходе «Невель» (1969)
- теплоходе «Пионер Выборга»
- теплоходе «Новодружеск» (1974)
- теплоходе «Ладогалес»
- теплоходе «Костромалес»
- теплоходе «Ломоносово» (1975)
- теплоходе «Эстония» (1979)
- теплоходе «Северолес» (1979)
- теплоходе «Индига» (1982 и 1984)
- теплоходе «Лигово» (1985)
- теплоходе «Кингисепп» (1986)
- теплоходе «Державино» (1979)

За это время побывал в плавании в различных районах Мирового океана от Арктики до Антарктики, в портах разных стран мира, четырнадцать раз прошёл Северным морским путём.
Автор более пятидесяти литературных произведений, многие из которых изданы не только в России, но и за рубежом. Повесть «Завтрашние заботы», впервые опубликованная в журнале «Знамя», сразу снискала ему читательскую любовь. Эта и другие повести, в том числе «Среди мифов и рифов», «Солёный лед», «Морские сны», переведены на несколько языков. Самым главным творением Конецкого стал роман-странствие «За Доброй Надеждой» в восьми книгах (1969—2000) и в основу которого легли личные впечатления писателя от работы на морском флоте.
Помимо литературной деятельности, всерьёз увлекался живописью — в основном акварелью, изображая переулки и мосты любимого Ленинграда и морские пейзажи. Летом 2015 года в московском Музее наивного искусства (Союзный проспект, д. 15а) прошла авторская выставка «Путь к причалу» Виктора Конецкого.
Виктор Конецкий скончался после тяжёлой болезни 30 марта 2002 года. Отпевание состоялось в Николо-Богоявленском морском соборе. Похоронен с воинскими почестями на Смоленском православном кладбище Санкт-Петербурга, рядом с бабушкой.
Жена Татьяна Валентиновна Акулова.

## Память
- Имя Виктора Конецкого занесено в Листы Памяти «Золотой Книги Санкт-Петербурга»[21]
- Ведущая российская судовладельческая компания «Совкомфлот» назвала его именем танкер нового поколения, принятый в эксплуатацию в 2005 году[22]
- Его именем назван морской буксир проекта 745 мбс, спущенный на воду в декабре 2012 года и вступивший в состав ВМФ 4 декабря 2013 года[23].
- В 2019 году в Мурманске девяностолетие со дня рождения В. В. Конецкого отметили гашением почтовых конвертов специальным штемпелем[24].
- В музее «Морская Стрельна» создан мемориальный уголок Конецкого.

## Адреса в Ленинграде — Санкт-Петербурге
- Ленинград, набережная Адмиралтейского канала, дом 9 (1929—1965), с перерывом на эвакуацию.
- Ленинград, улица Ленина, дом 34 (1965—2002).

## Издания произведений

### Собрания сочинений
- Собрание сочинений: В 4 тт. / Оформ. худож. И. Кулика. — Л.: Художественная литература,, 1989—1990.
- Собрание сочинений: В 7 тт. / Вступ. ст. А. Комарицына. — СПб.: Международный фонд «300 лет Кронштадту — возрождение святынь», 2001—2003.
- Избранное: В 2 тт. / Оформ. худож. Е. Савиновой и С. Спицына. — Л.: Художественная литература, 1983.
- Избранное: В 2 тт. — М.: Аграф, 1996.

### Отдельные издания
- Сквозняк: Рассказы. — Л.: Сов. писатель, 1957. — 169 с.
- Заиндевелые провода: Рассказы: [С биогр. справкой]. — М.: Воениздат, 1957. — 48 с. — (Б-ка журнала «Советский воин»).
- Камни под водой: Рассказы. — Л.: Сов. писатель, 1959. — 244 с.
- Если позовёт товарищ: Рассказы / Худож. В.Ветрогонский. — Л.: Детгиз, 1961. — 168 с.
- Завтрашние заботы: Повесть: [С биогр. справкой]. — Л.: Сов. писатель, 1961. — 171 с.
- Луна днём: Повесть и рассказы разных лет: [С биогр. справкой] / Худож. О. Маслаков. — Л.: Лениздат, 1963. — 271 с. — (Б-чка совр. прозы).
- Огни на мёрзлых скалах: Рассказы. — М.: Сов. Россия, 1964. — 152 с.
- Над белым перекрёстком: Повести и рассказы. — М., Л.: Сов. писатель, 1966. — 440 с.
- Кто смотрит на облака: Повесть. — М., Л.: Сов. писатель, 1967. — 347 с.
- Солёный лёд: Путевые заметки. — Л.: Сов. писатель, 1969. — 311 с.
- Повести и рассказы / Послесл. И. Кузьмичева; Худож. М. Новиков. — Л.: Худож. лит., 1970. — 391 с.
- Среди мифов и рифов: Путевые заметки. — Л.: Сов. писатель, 1972. — 344 с.
- Морские сны: Путевые заметки. — Л.: Сов. писатель, 1975. — 334 с.
- За Доброй Надеждой: Роман-странствие. — Л.: Сов. писатель, 1977. — 751 с.
- Начало конца комедии: Повести и рассказы / Предисл. авт. — М.: Современник, 1978. — 367 с. — (Новинки «Современника»).
- Повести и рассказы / Послесл. Н. Крыщука; Худож. С. Спицын. — Л.: Дет. лит., 1978. — 414 с.
- Вчерашние заботы: Путевые дневники и повесть в них. — Л.: Сов. писатель, 1979. — 423 с.
- Завтрашние заботы; Кто смотрит на облака; Путевые портреты с морским пейзажем (С послесл. от изд-ва). — Л.: Лениздат, 1979. — 576 с. — (Повести ленингр. писателей).
- Солёный хлеб: Избранное / Вступит. ст. Д. Гранина; Худож. А. Дурандин. — Л.: Худож. лит., 1979. — 456 с.
- Вчерашние заботы; Соленый лед / Послесл. А. Урбана; Худож. И. Бронников. — М.: Известия, 1980. — 656 с.
- В сугубо внутренних водах: Повести. — М.: Современник, 1982. — 591 с. — То же. — М.: Современник, 1983. — 591 с.; То же. — М.: Современник, 1984. — 591 с.
- Третий лишний: Повесть, эссе / Худож. М. Новиков. — Л.: Сов. писатель, 1983. — 336 с.
- Путевые портреты с морским пейзажем: Повести и рассказы / Худож. М. Новиков. — Л.: Сов. писатель, 1984. — 616 с.
- За Доброй Надеждой: Роман-странствие / Худож. А. Денисов. — М.: Сов. Россия, 1987. — 744 с.
- Из рассказов старого друга: [С биогр. справкой]. — М.: Правда, 1987. — 48 с. — (Б-ка «Огонёк»).
- Ледовые брызги: Из дневников писателя / Худож. Л. Авидон. — Л.: Сов. писатель, 1987. — 544 с.
- Морские повести и рассказы. — Л.: Лениздат, 1987. — 656 с.
- Рассказы и повести разных лет / Послесл. Е. Сидорова. — М.: Высш. школа, 1988. — 399 с. — 250 000 экз.
- Некоторым образом драма: Непутёвые заметки, письма / Худож. В. Коломейцев. — Л.: Сов. писатель, 1989. — 368 с.
- За доброй надеждой: Роман-странствие: Солёный лёд. — Л.: Художественная литература, 1989. — 640 с.
- За доброй надеждой: Роман-странствие: Среди мифов и рифов; Морские сны. — Л.: Художественная литература, 1989. — 592 с., 1 л. портр.
- Никто пути пройдённого у нас не отберёт: Сб. / Послесл. Л. Аннинского; Худож. А. Юркевич. — М.: Кн. палата, 1989. — 636 с. — (Попул. б-ка).
- Вчерашние заботы: Повесть-странствие / Худож. В. Емельянов. — Л.: Сов. писатель, 1990. — 400 с.
- Повести и рассказы / Послесл. Н. Крыщука; Худож. А. Борисенко. — Л.: Дет. лит., 1991. — 319 с.
- Невезучий Альфонс: Рассказы. — СПб.: Новый Геликон, 1994. — 288 с.
- Полосатый рейс: Повесть, рассказы, сценарий. — СПб.: Северо-Запад; Лицей, 1994. — 622 с. — (Рус. беллетристика).
- Среди мифов и рифов: Путевые заметки. — СПб.: Библиополис, 1994. — 448 с. — (Петерб. роман).
- За Доброй Надеждой: Роман-странствие: В 2 кн. / Худож. Г. Мацыгин. — М.: Терра, 1997. — (Терра инкогнита).
  - Кн. 1. — 352 с.
  - Кн. 2. — 336 с.
- Кляксы на старых промокашках: Рассказы, эссе, из дневниковых записей / Худож. Д. Бюргановский. — СПб.: Блиц, 1997. — 316 с. — (Рус. ПЕН-клуб).
- ЭХО: Вокруг и около писем читателей. — СПб.: Блиц, 1998. — 538 с. — (Рус. ПЕН-клуб); То же. — 2 изд., испр. и доп. / Сост. Т. Акулова. — СПб.: Блиц, 2001. — 456 с.
- Камни под водой: Из ранних рассказов: [С биогр. справкой.] — СПб.: АртСтрим, 1999. — 342 с.
- История с моим бюстом: Повести и рассказы. — М.: Текст, 2000. — 381 с. — (Открытая книга).
- Никто пути пройдённого у нас не отберёт: Сб. / Послесл. Л. Аннинского. — М.: Олимп, АСТ, 2000. — 688 с. — (Отечественная проза); То же. — М.: Олимп, АСТ, 2000. — 688 с. — (Отражение. XX век); То же. — М.: Олимп, АСТ, 2002. — 677 с.
- Вчерашние заботы: Путевые дневники и повесть в них: В 2 ч. — М.: Армада-пресс, 2001. — (Путешествие с улыбкой).
  - Ч. 1. — 352 с.
  - Ч. 2. — 288 с.
- Завтрашние заботы: Повесть, главы из кн. / Оформл. И. Сальниковой. — М.: Олимп, АСТ, 2001. — 352 с. — (Отражение. XX век).
- Последний рейс: Повести и эссе.— М.: Текст, 2001. — 253 с. — (Открытая книга).

## Фильмография

### Сценарии, написанные Виктором Конецким
- 1961 — «Полосатый рейс»: Режиссёр-постановщик В. А. Фетин. Ленфильм. Сценарий в соавторстве с А. Каплером.
- 1962 — «Путь к причалу»: По повести «Путь к причалу». Режиссёр-постановщик Г. Н. Данелия. Мосфильм. Сценарий в соавторстве с Г. Н. Данелия.
- 1965 — «Тридцать три»: Режиссёр-постановщик Г. Н. Данелия. Мосфильм. Сценарий в соавторстве с В. И. Ежовым и Г. Н. Данелия.

### Фильмы по произведениям Виктора Конецкого
- 1963 — «Если позовёт товарищ»: По повести «Если позовёт товарищ». Сценарий и постановка Г. Товстоногова. Центральная студия телевидения. Москва, 1963.
- 1963 — «Завтрашние заботы»: По повести «Завтрашние заботы». Сценарий Б. Метальникова, режиссёры Г. Аронов, Б. Метальников. Ленфильм, 1963.
- 1974 — «Хлеб на воде»: По повести «Кто смотрит на облака». Сценарий и постановка В. Геллера. ЛенТВ, 1974.
- 1980 — «Ещё о войне»: По рассказу «Ещё о войне». Сценарий и постановка Д. Карасика. ЛенТВ, 1980.
- 1984 — «Перегон»: По повести «Завтрашние заботы». Сценарий и постановка О. Рябоконя. ЛенТВ, 1984.
- 1988 — «Кошкодав Сильвер» По рассказу «Кошкодав Сильвер». Сценарий и постановка Ю. Елхова. Беларусьфильм, 1988.
- 2004 — «Ещё о войне»: По мотивам произведений В. Конецкого. Сценарий И. Кавелашвили, режиссёр П. Кривостаненко. Беларусьфильм, 2004.
- 2006 — «Завтрашние заботы»: По повести «Завтрашние заботы». Сценарий Андрей Дмитриев, режиссёр Александр Аравин, Россия, 2004. Премьера в 2014.

## Награды
- орден «За заслуги перед Отечеством» IV степени (12 апреля 2000) — «за заслуги перед государством, многолетнюю плодотворную деятельность в области культуры и искусства, большой вклад в укрепление дружбы и сотрудничества между народами»[25]
- орден Трудового Красного Знамени (1984)
- два ордена «Знак Почёта» (1971, 1979)